# Дубровачка област
Дубровачка област је била једна од 33 области Краљевинe СХС. Налазила се на подручју данашње Хрватске. Седиште јој је било у Дубровнику. Настала је 1922. када је Краљевина СХС подељена на области, постојала је до 1929. године, када је укинута, а делови њеног подручја укључени у састав Зетске бановине и Приморске бановине.
Административна подела
Област је садржавала срезове:
- Дубровачки
- Корчулански
- Макарски
- Метковићки